# Svalbarðsstrandarhreppur
Svalbarðsstrandarhreppur is een gemeente in het noorden van IJsland in de regio Norðurland eystra. De gemeente ligt aan de oostelijke oever van het Eyjafjörður en heeft 382 inwoners (in 2005). De grootste plaats in de gemeente is Svalbarðseyri met 211 inwoners. Aansluiting van de gemeente bij de gemeente Akureyrarkaupstaður werd op 8 oktober 2005 via een referendum door de bevolking afgewezen.
Akureyrarkaupstaður · Norðurþing · Fjallabyggð · Dalvíkurbyggð · Eyjafjarðarsveit · Hörgársveit · Svalbarðsstrandarhreppur · Grýtubakkahreppur · Skútustaðahreppur · Tjörneshreppur · Þingeyjarsveit · Svalbarðshreppur · Langanesbyggð